# Cabo Anselmo
José Anselmo de Santos, conocido como Cabo Anselmo (Itaporanga d'Ayuda, 13 de febrero de 1942 - Jundiaí, 15 de marzo de 2022) fue un militar brasileño, líder de la Revuelta de los Marineros que dio inicio al golpe de Estado en Brasil de 1964. Presentándose inicialmente en público como un militar identificado con las ideas marxistas, fue agente encubierto de las fuerzas represivas del gobierno militar, recopilando y proporcionando a los militares información que les permitió capturar guerrilleros y opositores de izquierda, incluida su pareja, Soledad Barrett Viedma, la cual, mientras estaba embarazada, fue brutalmente torturada y murió en una prisión militar.

## Breve reseña
Se incorporó a las fuerzas armadas en 1958 y cuatro años más tarde se afilia a la Asociación de Marineros y Fusileros Navales de Brasil, donde llegó a ejercer la presidencia. Su figura se hizo conocida en 1964 cuando lidera un movimiento de marineros que luchaba por reivindicaciones gremiales, tratando de dar la falsa impresión de ser un militar identificado con ideas marxistas. Después del golpe de Estado de 1964, Anselmo fue juzgado y expulsado de la Marina, siendo arrestado, pero luego logra exiliarse a Cuba.
Regresó a Brasil en 1970 como infiltrado de los servicios de inteligencia y se convierte en un miembro activo de la organización Vanguardia Popular Revolucionaria (VPR) opositora a la dictadura, en la cual se convierte en responsable de la entrega y muerte de sus propios camaradas de izquierda, como lo refleja el episodio sucedido el 8 de enero de 1973 conocido como la masacre de la Chacra de São Bento. Allí, en la región metropolitana de Recife, fueron torturados y asesinados seis miembros de una célula de VPR, entre ellos estaba Soledad Barret Viedma, su joven pareja que, dos días antes, había cumplido 28 años y tenía un embarazo de cinco meses. Paraguaya y nieta del escritor anarquista español Rafael Barret, su caso se hizo famoso cuando Mario Benedetti le dedica un poema y su compatriota Daniel Viglietti una canción.
Protegido por las fuerzas armadas y la CIA, vivió en la clandestinidad desde los años 1970 y apenas tuvo un par de apariciones públicas en las que confirmó sus delaciones. La primera sucedió el 28 de marzo de 1984, cuando le concedió una entrevista a la revista IstoÉ, en la que cuenta cómo había sido pasar de la lucha armada a colaborar con el aparato represivo de la dictadura brasileña. Durante quince años no volvió a saberse de él, hasta que en 1999, otra revista, Época, le hizo un nuevo reportaje en el que confirmó que fue el principal responsable en el desmantelamiento de la organización Vanguardia Popular Revolucionaria (VPR).